# Benoît Eurin
Benoît Eurin est un médecin hospitalo-universitaire français, spécialiste en anesthésie-Réanimation. Il dirige l'université Paris VII de 2002 à 2007.

## Formation
Il effectue des études de médecine dans la faculté de médecine de Paris, puis dans les CHU de Saint-Antoine et de Lariboisière. Il passe au rang d'interne des hôpitaux de Paris de 1973 à 1977. Il enseigne la biochimie puis l’anesthésie-réanimation en classes de PCEM1 de 1974 à 1977.

## Carrière

### Carrière médicale
Il commence sa carrière médical comme chef de clinique assistant dans les hôpitaux de la Salpêtrière puis de Lariboisière de 1977 à 1985. Il accède en 1985 au rang de professeur des universités de classe exceptionnelle en 1985, et en 1989 à ceux de médecin hospitalo-universitaire, anesthésiste-réanimateur chef de service à l’hôpital Saint-Louis.

### Carrière universitaire
Il est membre du CEVU et de la commission de pédagogie de université Paris VII de 1986 à 1990, et exerce la fonction de président de la commission de pédagogie de l’UFR Lariboisière Saint-Louis de 1987 à 1997. Il est par ailleurs coordinateur de l’enseignement de l’anesthésie-réanimation de 1994 à 2002, et est président du conseil de l’institut universitaire d’hématologie de 2000 à 2004.
Il est membre du conseil de l’UFR Lariboisière Saint-Louis pour la région Île-de-France de 1982 à 1989 puis de nouveau de 1997 à 2003. Il s'implique aussi dans le fonctionnement de l’université Paris 7 en étant de 1997 à 2002 vice-président de l’université, chargé au secteur santé, mais aussi président du comité de coordination des études médicales de 1997 à 2002.

### Présidence de l'université Paris 7
L'université délivre le pour la première fois le 3 avril 2003 la distinction de docteur honoris causa à neuf personnalités scientifiques et intellectuelles
Le projet Paris Rive Gauche continue sous sa présidence avec la mise en chantier de quatre premiers bâtiments (Grands Moulins, Halle aux Farines, bâtiment Condorcet, bâtiment Buffon), dont la cérémonie officielle de pose de la première pierre a eu lieu le 30 septembre 2004 par François Fillon, alors ministre de l'Éducation nationale, puis de deux autres (Lamarck et Lavoisier). Le campus est officiellement inauguré le 7 février 2007 par le premier ministre Dominique de Villepin, ainsi que par le ministre de l'Éducation Gilles de Robien,.
L'établissement poursuit son développement vers l'Extrême-Orient, avec l'installation d'un Institut Confucius dans ses murs, mais aussi avec le développement d'un institut d'études coréennes. À cette dernière occasion, un jardin coréen est installé dans un patio des Grands Moulins grâce au financement de la Korea Foundation, et l'inauguration est faite par la première ministre de la Corée du Sud.

## Axes de recherche
Il se spécialise dans le traitement de l’ergotisme aigu, en décrivant notamment le premier traitement efficace, dans l'action hémodynamique des morphinomimétiques, dans le contrôle hémodynamique per-opératoire du phéochromocytome – contrôle des voies aériennes-réanimation des états de mort encéphalique–éthique des prélèvements d’organes.
Il introduit par ailleurs en France la technique de ventilation à haute fréquence, et rédige à la demande de la directrice générale de l’AP-HP un rapport sur les relations hospitalo-universitaires entre les universités d’Île-de-France et l’Assistance publique des Hôpitaux de Paris.

## Sources
1. 1 2 3 4 5 6  Benoît Eurin, président de l'université Paris 7 de 2002 à 2007, université Paris 7, consulté sur www.univ-paris-diderot.fr le 2 mars 2011
2. ↑  Allocution de monsieur Benoît Eurin, président de l'université Paris-Diderot, université Paris-Diderot, consulté sur www.univ-paris-diderot.fr le 4 mars 2011
3. ↑  Intervention du ministre lors de la pose de la première pierre de l'université Denis Diderot - Paris 7, consulté sur www.education.gouv.fr le 15 janvier 2011
4. ↑  Emmanuel Davidenkoff, « Fillon invite les facs à passer à la vitesse supérieure », Libération, 1er décembre 2004, consulté sur www.liberation.fr le 9 octobre 2004
5. ↑  Dominique de Villepin, « Discours lors de l’inauguration de l’université de Paris VII », interventions du Premier ministre, 7 février 2007, consulté sur www.archives.premier-ministre.gouv.fr le 7 mars 2011
6. 1 2  Inauguration des premiers bâtiments, allocution de Benoît Eurin pour l’inauguration des nouveaux bâtiments de l’université Paris-Diderot – Paris 7 le 7 février 2007, université Paris 7, consulté sur www.univ-paris-diderot.fr le 4 mars 2011